# Beata Losman
Wendela Beata Losman, född 27 november 1938 i Malmö, är en svensk arkivarie.
Losman, som är dotter till legitimerade läkaren Sven Hammarskjöld och bibliotekarien Birgit Lundberg, blev filosofie kandidat och filosofie magister vid Göteborgs universitet 1961, filosofie licentiat i historia vid Göteborgs universitet 1965 samt filosofie doktor och docent vid Göteborgs universitet 1970.
Hon anställdes vid Landsarkivet i Göteborg 1962, blev förste arkivarie 1972 och innehade på halvtid en forskartjänst vid Humanistisk-samhällsvetenskapliga forskningsrådet 1981–1985. Hon ersatte Gösta Lext 1975–1977 som ställföreträdande landsarkivarie och blev själv landsarkivarie 1987. På den posten efterträddes hon 1994 av Anna-Brita Lövgren; själv gick hon över till en tjänst som arkivlektor vid Riksarkivet.
Losman var ordförande i stiftelsen Kvinnohistoriskt arkiv i Göteborg och Lund från 1970, styrelseledamot i Forum för kvinnliga forskare och kvinnoforskning i Göteborg från 1970 och kassör där 1979–1986. År 1995 konkurrerade hon med Anita Göransson om professorstjänsten i kvinnohistoria vid Göteborgs universitet.